# Paral·lel 14° sud
El paral·lel 14° sud és una línia de latitud que es troba a 14 graus sud de la línia equatorial terrestre. Travessa l'oceà Atlàntic, l'Àfrica, l'Oceà Índic, el Sud-est Asiàtic, l'Australàsia, l'Oceà Pacífic i Amèrica del Sud.

## Geografia
En el sistema geodèsic WGS84, al nivell de 14° de latitud sud, un grau de longitud equival a 110,638 km; la longitud total del paral·lel és de 39.830 km, que és aproximadament 98,0% de la de l'equador, del que es troba a 1.548 km i a 8.454 km del pol Sud

## Arreu del món
A partir del Meridià de Greenwich i cap a l'est, el paral·lel 14° sud passa per: 
| Coordenades                               | País. Territori o mar   | Notes |
| ----------------------------------------- | ----------------------- | --- |
| 14° 0′ S, 0° 0′ E / 14.000°S,0.000°E      | Oceà Atlàntic           | |
| 14° 0′ S, 12° 24′ E / 14.000°S,12.400°E   | Angola                  | |
| 14° 0′ S, 22° 0′ E / 14.000°S,22.000°E    | Zàmbia                  | |
| 14° 0′ S, 32° 59′ E / 14.000°S,32.983°E   | Malawi                  | Per uns 8 km (5.0 mi) |
| 14° 0′ S, 33° 4′ E / 14.000°S,33.067°E    | Zàmbia                  | Per uns 15 km (9.3 mi) |
| 14° 0′ S, 33° 13′ E / 14.000°S,33.217°E   | Malawi                  | Passa al sud de Lilongwe Passa a través del llac Malawi |
| 14° 0′ S, 35° 20′ E / 14.000°S,35.333°E   | Moçambic                | |
| 14° 0′ S, 40° 38′ E / 14.000°S,40.633°E   | Oceà Índic              | Canal de Moçambic |
| 14° 0′ S, 47° 46′ E / 14.000°S,47.767°E   | Madagascar              | Illa de Nosy Berafia |
| 14° 0′ S, 47° 48′ E / 14.000°S,47.800°E   | Oceà Índic              | Canal de Moçambic |
| 14° 0′ S, 47° 58′ E / 14.000°S,47.967°E   | Madagascar              | |
| 14° 0′ S, 50° 8′ E / 14.000°S,50.133°E    | Oceà Índic              | |
| 14° 0′ S, 125° 58′ E / 14.000°S,125.967°E | Austràlia               | Austràlia Occidental - Passa a través de badia de Vansittart i badia de Napier Broome                                                                                         |
| 14° 0′ S, 127° 28′ E / 14.000°S,127.467°E | Golf de Josep Bonaparte | |
| 14° 0′ S, 129° 43′ E / 14.000°S,129.717°E | Austràlia               | Territori del Nord |
| 14° 0′ S, 135° 54′ E / 14.000°S,135.900°E | Golf de Carpentària     | |
| 14° 0′ S, 136° 25′ E / 14.000°S,136.417°E | Austràlia               | Groote Eylandt, Territori del Nord |
| 14° 0′ S, 136° 45′ E / 14.000°S,136.750°E | Golf de Carpentària     | |
| 14° 0′ S, 141° 31′ E / 14.000°S,141.517°E | Austràlia               | Península de Cap York, Queensland |
| 14° 0′ S, 143° 40′ E / 14.000°S,143.667°E | Mar del Corall          | Passa al sud de l'escull Osprey, Austràlia Illes del Mar del Corall · Passa entre les illes de Vanua Lava i Gaua, Vanuatu                                                     |
| 14° 0′ S, 167° 58′ E / 14.000°S,167.967°E | Oceà Pacífic            | Passa al nord de Futuna, Wallis i Futuna |
| 14° 0′ S, 171° 50′ O / 14.000°S,171.833°O | Samoa                   | Illa d'Upolu |
| 14° 0′ S, 171° 25′ O / 14.000°S,171.417°O | Oceà Pacífic            | Passa al nord de Tutuila, Samoa Nord-americana · Passa al nord de les illes Ofu-Olosega, Samoa Nord-americana · Passa al nord de les Illes de la Decepció, Polinèsia Francesa |
| 14° 0′ S, 76° 17′ O / 14.000°S,76.283°O   | Perú                    | |
| 14° 0′ S, 68° 57′ O / 14.000°S,68.950°O   | Bolívia                 | |
| 14° 0′ S, 60° 24′ O / 14.000°S,60.400°O   | Brasil                  | Mato Grosso estat de Goiás estat de Bahia |
| 14° 0′ S, 38° 55′ O / 14.000°S,38.917°O   | Oceà Atlàntic           | |